# یاروسلاو کوچیان
یاروسلاو کوچیان (چکی: Jaroslav Kocián؛ ۲۲ فوریه ۱۸۸۳ – ۸ مارس ۱۹۵۰) یک آهنگساز و مدرس موسیقی اهل جمهوری چک بود.
او دانش‌آموختهٔ «کنسرتوار پراگ» و از شاگردانِ اتاکار شفچیک بود و به همراهِ یان کوبلیک، دو نمایندهٔ مشهور «مکتب شفچیک» محسوب می‌شدند.